# Get Your Heart On!
Get Your Heart On! je v pořadí čtvrté studiové album kanadské skupiny Simple Plan, vyšlo v roce 2011.

## Seznam skladeb
| Pořadí         | Název                                            | Délka |
| -------------- | ------------------------------------------------ | ----- |
| 1.             | You Suck At Love                                 | 3:11  |
| 2.             | Can't Keep My Hands Off You (feat. Rivers Cuomo) | 3:21  |
| 3.             | Jet Lag (feat. Natasha Bedingfield)              | 3:24  |
| 4.             | Astronaut                                        | 3:41  |
| 5.             | Loser Of The Year                                | 3:26  |
| 6.             | Anywhere Else But Here                           | 3:44  |
| 7.             | Freaking Me Out (feat. Alex Gaskarth)            | 3:07  |
| 8.             | Summer Paradise (feat. K'naan)                   | 3:56  |
| 9.             | Gone Too Soon                                    | 3:16  |
| 10.            | Last One Standing                                | 3:27  |
| 11.            | This Song Saved My Life                          | 3:12  |
| Celková délka: | Celková délka:                                   | 37:42 |